# Denisované

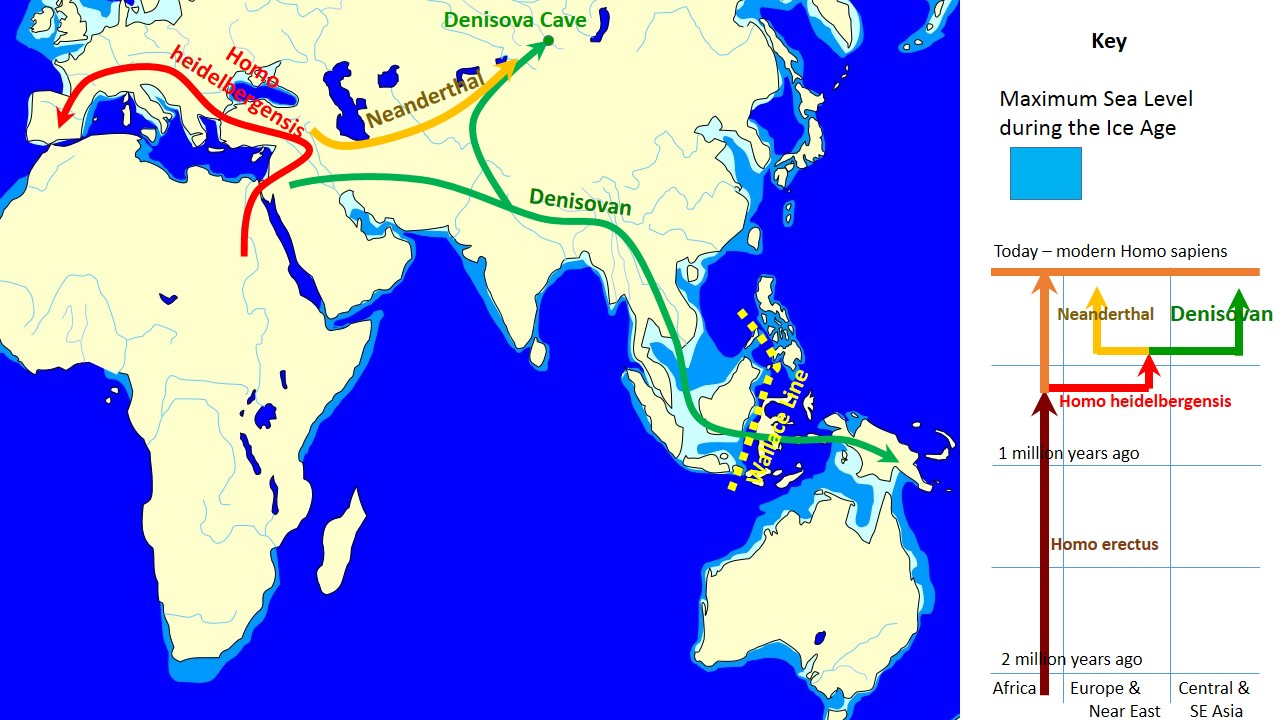
Rozšiřování denisovanů (zeleně).

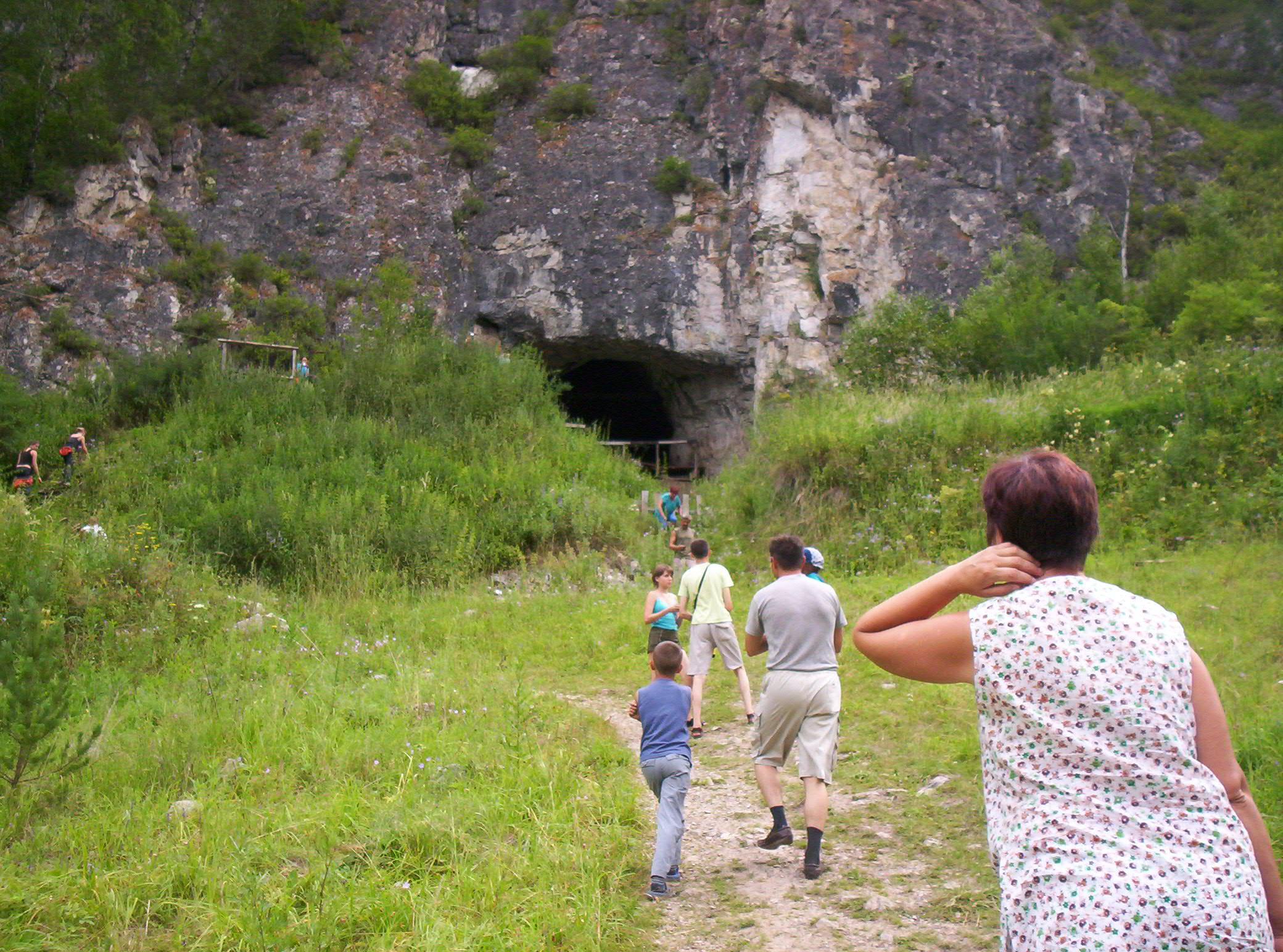
Turisté u vstupu do Denisovy jeskyně

Denisované (někdy uváděni jako děnisované nebo denisovci) jsou vyhynulí příslušníci rodu Homo (nebo druhu Homo sapiens), blízcí neandertálcům. Bylo nalezeno pouze několik zlomků jejich kostí, první z nich v roce 2008 v Denisově jeskyni na Altaji v Rusku. Stáří bylo určeno na 41 000 let. Přesto bylo možné provést molekulární analýzu mitochondriální DNA (mtDNA), která denisovany identifikovala jako odlišnou vývojovou větev.
Objev z roku 2018 ukázal, že tito pravěcí lidé zřejmě dokázali vyrábět jednoduché ozdobné předměty. Pozdější nález ukazuje i na datovaní před 200 000 let.
Přestože denisované dosud nebyli uznáni jako samostatný druh (případně poddruh druhu Homo sapiens), bylo již navrženo několik vědeckých jmen: Homo altaiensis (člověk altajský), Homo siberiensis (člověk sibiřský), případně nejméně problematické Homo denisoviensis (člověk denisovský), užívané již v některých českých učebnicích.
Denisované se také mohou překrývat (alespoň částečně) s vymezením nově navrženého druhu Homo longi („člověk dračí“), který by do denisovanů mohl patřit.

## Analýzy DNA
Ve Španělsku v odlehlé jeskyni Sima de los Huesos v provincii Burgos byla nalezena kost, jejíž mtDNA je blíže denisovanům než neandrtálcům. Ovšem jaderná DNA „simanů“ je neandrtálská. I na Islandu se našla DNA. Realita je však složitější a se současnými daty nelze vytvářet závěry.
Z molekulárních analýz vyplývá, že se před asi 500 000 lety od vývojové linie vedoucí k modernímu člověku nejprve oddělila větev zahrnující denisovany a neandertálce, ze které se později denisované oddělili, ale přesto docházelo ke křížení denisovanů a neandrtálců ještě v době před 80 000 lety. Navíc se denisované křížili i se superarchaickou skupinou lidí, která se od ostatních oddělila zhruba před dvěma miliony let. Ukazuje se, že podíl genomu denisovanů je obsažen i v genomu některých moderních lidí, například Melanésanů (3 až 5 %). Svědčí to o částečném křížení mezi oběma liniemi. Ke křížení s moderními lidmi došlo minimálně dvakrát.

## Křížení s moderními lidmi

Vývoj a křížení člověka

Genetické testy prokázaly, že Denisované se křížili s předky australoidní rasy; denisovanské geny byly detekovány u Melanésanů, Austrálců a nejvíce u filipínských Negritů, například kmene Mamanwa. Podíl genů na genomu činí 4 % až 6 %. Denisovanské geny však nebyly nalezeny u všech Negritů, nemají je Andamanci kmene Onge z Andamanských ostrovů ani Negritové kmene Jehai z Malajsie. Z toho se usuzuje, že k mísení došlo východně od Wallaceovy linie, která odděluje jihovýchodní Asii od Wallacey, respektive od australského kontinentu.
Podle studie z roku 2013 mají kontinentální Asiaté a američtí Indiáni také podíl denisovanských genů v genomu, ale pouhá 0,2 %, což je 25× méně než australoidé.
Papuánci na ostrově Nová Guinea mají podíl 6 %. Ke křížení docházelo ještě před 15 000 lety. Také se ukazuje, že vznikly minimálně dvě linie denisovanů.

## Nové objevy
V květnu 2019 bylo oznámeno, že v Tibetu byla objevena dosud největší fosilie denisovana, zkamenělá čelistní kost. Na jejím základě by mělo být možné rekonstruovat přibližnou podobu obličeje tohoto pravěkého člověka.
V září 2019 představili izraelští vědci rekonstrukci obličeje denisovanské dívky na základě analýzy mtDNA. Má širší obličej než současní lidé.

### Film
- Tajemní denisovci [dokumentární TV film]. Francie, 2022. Režie Guy Beauché. 52 min. [V orig. Le Mystère de ľHomme de Denisova.] Dostupné také z: https://www.ceskatelevize.cz/porady/14491509368-tajemni-denisovci/